# Церковь Николая Чудотворца (Калугино)
Церковь Николая Чудотворца — приходской православный храм в деревне Калугино Серпуховского района Московской области. Относится к Серпуховскому благочиниюПодольской епархии Русской православной церкви.
Здание храма является объектом культурного наследия и находится под охраной государства.

## История строительства храма

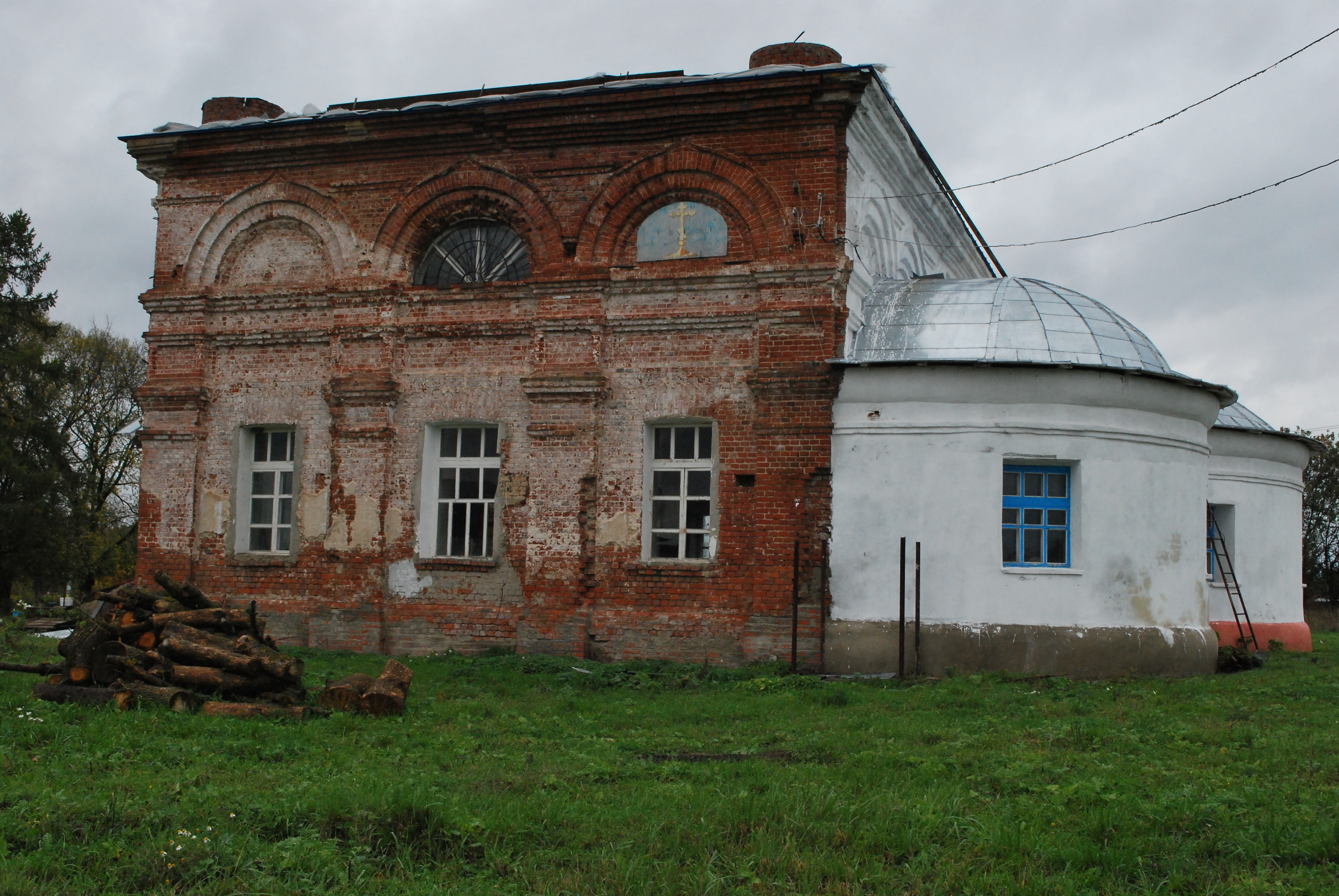
Фасад храма

До 1930 года село Калугино входило в территории Калужского края. В 1651 году этот населённый пункт впервые упоминается в боровской описи как пустовая церковная земля Николы чудотворца. Храм во имя святого Николая, возможно, скорее всего, уже существовал здесь в более ранние времена. В 1651 году, 7 июля, по прошению помещика Якова Матюшкина было выдано разрешение на строительство новой церкви.
В 1652 году храм в Калугине уже числился среди церквей Малоярославецкой округи. 8 февраля 1696 года выдан антиминс к освящению придела церкви во имя преподобного Сергия Радонежского. 10 сентября 1716 года согласно патриаршего казенного приказа была проведена процедура освящения церкви в селе Калугино.
В 1771 году здесь была возведена новая деревянная церковь с колокольней. Правый её придел был обустроен во имя преподобного Сергия Радонежского, левый — священных мучеников Адриана и Наталии. Антиминс Адриано-Наталиинского придела был освящён в 1768 году митрополитом Тбилисским Афанасием (Амилахвари).
На рубеже XVIII—XIX веков Калугино было отнесено к Тарусскому уезду Калужской губернии. С 1861 года более 40 лет обязанности местного церковного старосты исполнял серпуховской промышленник Николай Николаевич Коншин, владевший имением по соседству. В приход также входили сельцо Неботово и деревня Романовка. В 1895 году крестьянин деревни Романовка Семён Матвеев Мелёшин взамен старой деревянной церкви заложил каменный храм (по местной легенде, потратив на это весь свой крупный выигрыш в лотерею). Сначала строительные работы велись стихийно и вызывали тревогу у местных властей. В июле 1895 года губернский архитектор провёл осмотр здания и признал строительство качественным, однако выдал обязательство пригласить для руководства работами специалиста, которым с 1 августа стал городской архитектор Серпухова Александр Дмитриевич Кондаков. В 1897 году новая церковь с колокольней и двумя приделами была освящена. Центральный алтарь обустроен во имя Покрова Богородицы, правый — святого Николая, а левый — преподобного Сергия Радонежского.
Храм был закрыт в 1937 году. В 1941 году населённый пункт оказался на самой линии боёв, но строение уцелело, хотя, по воспоминаниям обывателей, в подвал церкви однажды попал снаряд, который так и не разорвался. После окончания войны были демонтированы церковные главы и колокольня. Здание приспособили под клуб со сценой на месте главного престола. Главки и верхние ярусы колокольни были уничтожены. Арочный проем между храмом и притвором был заложен. Северная стена была пробита и обустроены широкие ворота. Позже здание использовали под машинно-тракторную мастерскую. В алтаре была кузница. Часть помещений церкви использовались как склад минеральных удобрений. Внутренняя роспись храма не сохранилась.

## Современное состояние
В 2000 году в селе Калугино была образована православная община. В 2003 году здание церкви было возвращено верующим. На средства прихожан начались восстановительные работы. Были заложены ворота, восстановлена кровля над храмом и алтарями приделов, восстановлены иконостас и солея, приобретены и установлены новые храмовые иконы, смонтирована новая электропроводка. В настоящее время работы по восстановлению церкви продолжаются.
Никольский храм является памятником архитектуры регионального значения на основании постановления Правительства Московской области «Об утверждении списка памятников истории и культуры» № 84/9 от 15.03.2002 года.